# Jorge Álvares (Seefahrer in China)
Jorge Álvares († 8. Juli 1521 auf Tamão im Perlflussdelta, China) war ein portugiesischer Seefahrer.

## Leben

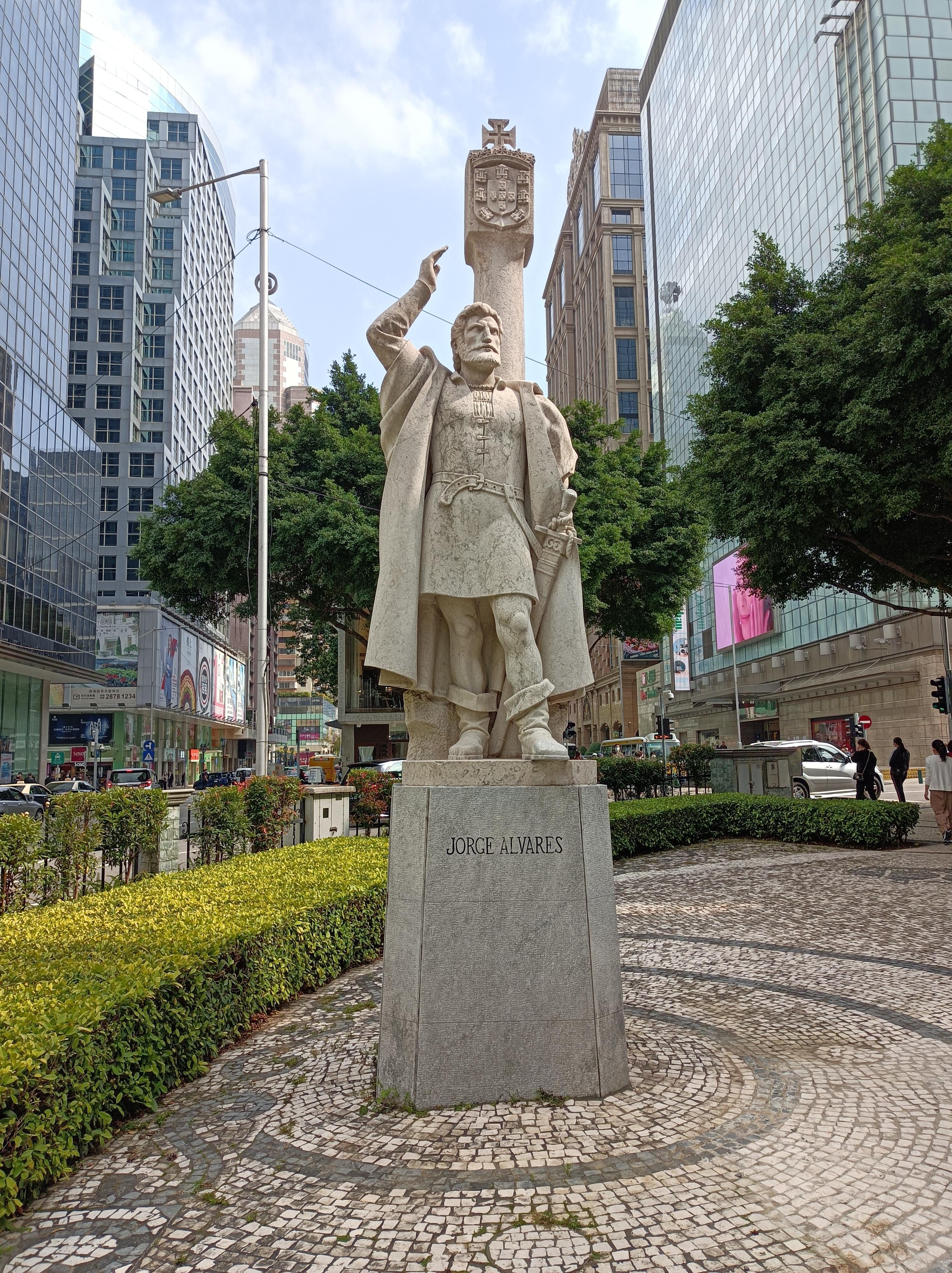
Denkmal für Jorge Álvares in Macau.

Jorge Álvares kam nach Malakka und lernte Malaii. Im Auftrag von Rui de Brito Patalim, portugiesischer Kommandeur von Malakka, segelte Álvares von dort aus in Richtung China, mit fünf aus Pegu neu angekommenen Dschunken.
1513 kam Álvares als erster Europäer von See aus in China an. Er landete zunächst auf einer von den Portugiesen Tamão (屯門) genannten Insel im Perlflussdelta, wo er einen Padrão aufstellte und seinen zwischenzeitlich verstorbenen Sohn beerdigte. Er ging auch an weiteren Stellen an Land und gilt als der erste Europäer in Hongkong.
1520 zog er gegen den Sultan von Bintan in den Krieg, der Malakka bedrängte.
Auf seiner dritten Chinareise 1521 starb er auf Tamão und wurde neben dem von ihm aufgestellten Padrão beerdigt.